# GesundheitsWirtschaft
GesundheitsWirtschaft war eine deutschsprachige Fachzeitschrift des Bibliomed-Verlag für das Management im Gesundheitsbereich. Sie erschien seit der Erstausgabe 2006, alle zwei Monate. Die Zeitschrift hatte im Juni 2012 eine Druckauflage von 6871 und wurde 2016 eingestellt.
Chefredakteur war Stefan Deges. Die Jahresinhaltsverzeichnisse von 2007 bis 2015 sind auf der Verlags-Webseite abrufbar, auf der auch ein Online-Archiv für Abonnenten existiert.